# Торжнево (Луховицкий район)
Торжнево — деревня в городском округе Луховицы Московской области России.

## География
Деревня находится в юго-восточной части области, в зоне хвойно-широколиственных лесов, к западу от автодороги М5, на расстоянии примерно 5 километров (по прямой) к юго-востоку от города Луховицы, административного центра района.

### Климат
Климат характеризуется как умеренно континентальный, с умеренно холодной снежной зимой и тёплым летом. Среднегодовая температура воздуха — 2,7 — 3,8 °C. Средняя температура воздуха самого холодного месяца (января) — −6,6 °C (абсолютный минимум — −34,6 °C), средняя температура самого тёплого (июля) — 20,3 °С. Продолжительность периода со среднесуточной температурой ниже 0 °C составляет 120—135 дней. Годовое количество атмосферных осадков — 632 мм, из которых 437 мм выпадает в период с апреля по октябрь.

### Часовой пояс
Торжнево, как и вся Московская область, находится в часовой зоне МСК (московское время). Смещение применяемого времени относительно UTC составляет +3:00.

## Население
| 2002 | 2006 | 2010 |
| ---- | ---- | ---- |
| 1    | ↗2   | ↘0   |

### Национальный состав
Согласно результатам переписи 2002 года в деревне проживал один житель русской национальности.